# Chileense parlementsverkiezingen 1993
De Chileense parlementsverkiezingen van 1993 vonden op 11 december van dat jaar plaats. In de Kamer van Afgevaardigden en de Senaat bleef de centrumlinkse partijencombinatie Concertación de grootste.

## Uitslagen

### Kamer van Afgevaardigden
| Lijst                         | Afbeelding                    | Partij                                         | Afkorting                     | Stemmen   | Percentage | Zetels | Verschil |
| ----------------------------- | ----------------------------- | ---------------------------------------------- | ----------------------------- | --------- | ---------- | ------ | -------- |
| A                             |                               | Movimiento de Izquierda Democrática Allendista |                               | 430.495   | 6,39%      | 0      |          |
| A                             |                               | Partido Comunista                              | PCCh                          | 336.034   | 0,10%      | 0      |          |
| A                             |                               | Movimiento de Acción Popular Unitaria          | MAPU                          | 6.644     | 0,10%      | 0      |          |
| A                             |                               | Onafhankelijken op lijst A                     | ILA                           | 87.817    | 1,30%      | 0      |          |
| B                             |                               | Unión por el Progreso de Chile                 |                               | 2.471.789 | 36,68%     | 50     | 2        |
| B                             |                               | Renovación Nacional                            | RN                            | 1.098.852 | 16,31%     | 29     | Stabiel  |
| B                             |                               | Unión Demócrata Independiente                  | UDI                           | 816.104   | 12,11%     | 15     | 4        |
| B                             |                               | Unión de Centro Centro                         | UCC                           | 216.639   | 3,21%      | 2      |          |
| B                             |                               | Partido del Sur                                | SUR                           | 13.422    | 0,20%      | 0      | Stabiel  |
| B                             |                               | Partido Nacional                               | PN                            | 2.688     | 0,04%      | 0      | Stabiel  |
| B                             |                               | Onafhankelijken op lijst B                     | ILB                           | 324.084   | 4,81%      | 4      | 4        |
| C                             |                               | La Nueva Izquierda                             |                               | 96.195    | 1,43%      | 0      |          |
| C                             |                               | Partido Alianza Humanista Verde                | AHV                           | 67.733    | 1,01%      | 0      |          |
| C                             |                               | Movimiento Ecologista                          | ECO                           | 2.215     | 0,03%      | 0      |          |
| C                             |                               | Onafhankelijken op lijst C                     | ILC                           | 26.247    | 0,39%      | 0      |          |
| D                             |                               | Concertación de Partidos por la Democracia     |                               | 3.733.276 | 55,40%     | 70     | 1        |
| D                             |                               | Partido Demócrata Cristiano                    | PDC                           | 1.827.373 | 27,12%     | 37     | 1        |
| D                             |                               | Partido Socialista de Chile                    | PS                            | 803.716   | 11,93%     | 15     |          |
| D                             |                               | Partido por la Democracia                      | PPD                           | 798.206   | 11,84%     | 15     | 1        |
| D                             |                               | Partido Radical                                | PR                            | 200.837   | 2,98%      | 2      | 3        |
| D                             |                               | Partido Socialdemocracia Chilena               | SDCh                          | 53.377    | 0,79%      | 0      |          |
| D                             |                               | Onafhankelijken op lijst D                     | ILD                           | 49.764    | 0,74%      | 1      | 8        |
|                               |                               | Onafhankelijke en Partijloze kandidaten        | Ind                           | 7.104     | 0,11%      | 0      | 1        |
| Totaal aantal geldige stemmen | Totaal aantal geldige stemmen | Totaal aantal geldige stemmen                  | Totaal aantal geldige stemmen | 6.738.859 | 91,25%     |        |          |
| Ongeldige stemmen             | Ongeldige stemmen             | Ongeldige stemmen                              | Ongeldige stemmen             | 255.482   | 3,46%      |        |          |
| Blanco stemmen                | Blanco stemmen                | Blanco stemmen                                 | Blanco stemmen                | 390.675   | 5,29%      |        |          |
| Totaal uitgebrachte stemmen   | Totaal uitgebrachte stemmen   | Totaal uitgebrachte stemmen                    | Totaal uitgebrachte stemmen   | 7.385.016 | 100%       |        |          |

### Senaat
| Lijst                                     | Partij                                         | Afkorting                                 | Percentage | Zetels | Verschil |
| ----------------------------------------- | ---------------------------------------------- | ----------------------------------------- | ---------- | ------ | -------- |
| A                                         | Movimiento de Izquierda Democrática Allendista |                                           | 4,34%      | 0      |          |
| A                                         | Partido Comunista                              | PCCh                                      | 3,47%      | 0      |          |
| A                                         | Movimiento de Acción Popular Unitario          | MAPU                                      | 0,16%      | 0      |          |
| A                                         | Onafhankelijken op lijst A                     | ILA                                       | 0,71%      | 0      |          |
| B                                         | Unión por el Progreso de Chile                 |                                           | 37,32%     | 9      | 1        |
| B                                         | Renovación Nacional                            | RN                                        | 14,92%     | 5      | 1        |
| B                                         | Unión Demócrata Independiente                  | UDI                                       | 10,15%     | 2      | 2        |
| B                                         | Unión de Centro Centro                         | UCC                                       | 2,46%      | 1      |          |
| B                                         | Partido del Sur                                | SUR                                       | 2,80%      | 0      |          |
| B                                         | Onafhankelijken op lijst B                     | ILB                                       | 6,97%      | 1      | 3        |
| C                                         | La Nueva Izquierda                             |                                           | 0,66%      | 0      |          |
| C                                         | Partido Alianza Humanista Verde                | AHV                                       | 0,46%      | 0      |          |
| C                                         | Onafhankelijken op lijst C                     | ILC                                       | 0,20%      | 0      |          |
| D                                         | Concertación de Partidos por la Democracia     |                                           | 55,48%     | 9      | 1        |
| D                                         | Partido Demócrata Cristiano                    | PDC                                       | 20,22%     | 4      | 1        |
| D                                         | Partido por la Democracia                      | PPD                                       | 11,11%     | 2      | 2        |
| D                                         | Partido Socialista de Chile                    | PS                                        | 12,72%     | 3      | 3        |
| D                                         | Partido Radical                                | PR                                        | 6,37%      | 0      | 2        |
| D                                         | Onafhankelijken op lijst D                     | ILD                                       | 1,45%      | 0      | 1        |
|                                           | Onafhankelijke en Partijloze kandidaten        | Ind                                       | 2,20%      | 0      |          |
| Totaal aantal geldige stemmen : 2.045.681 | Totaal aantal geldige stemmen : 2.045.681      | Totaal aantal geldige stemmen : 2.045.681 | 100%       |        |          |